# Idalus dorsalis
Idalus dorsalis là một loài bướm đêm thuộc phân họ Arctiinae, họ Erebidae.